# Гунг Ли
Гунг Ли (кин. 巩俐, пин'јин: Gǒng Lì; рођена 31. децембра 1965. године у Шенјангу, Кина) кинеска је глумица и певачица.
Добила је међународно признање кроз рад са редитељем Џанг Јимуом и помогла популаризацији кинеске кинематографије у Европи и Сједињеним Државама. Глумица је стекла међународну популарност глумећи у филмовима Џанга Јимуа, који је такође био њен љубавник (али не и муж). Њихова трећа сарадња, „Упали црвену лампу“, номинована је за Оскара за најбољи филм на страном језику, а филм „Ки Џу иде на суд“ је проглашен за најбољу на Венецијанском филмском фестивалу 1992. године. Међутим, три године касније, Гунг Ли и Џанг Јиму су прекинули односе и прекинули сарадњу, што, међутим, није утицало на популарност глумице, која је наставила да глуми у филмовима сада већ других редитеља. Још једна редитељева прва велика улога била је у филму Чен Кајге „Збогом моја конкубино“ (1993). Остали значајни филмови су „Црвени Каолианг“ (1988), „Џу Доу“ (1990), „Живети“ (1994), „Шангајска тријада“ (1995), „Цар и убица“ (1999), „2046“ (2004), „Мемоари једне гејше“ (2005), „Пороци Мајамија“ (2006), „Проклетство златног цвета“ (2006), „Уздизање Ханибала“ (2007), „Повратак“ (2014), „Мулан“ (2020).
Добитница је бројних награда, међу којима су две награде „Златни петао“, три награде „Сто цветова“, награда Националног савета филмских критичара САД, Берлински, Кански, Венецијански филмски фестивали. 2000. године постала је носилац почасне титуле „нај уметник света“.